# پارک ملی اونزن-اماکوسا
پارک ملی اونزن-اماکوسا (به لاتین: Unzen-Amakusa National Park) یک منطقهٔ مسکونی در ژاپن است که در استان ناگاساکی واقع شده‌است.